# Kościół Jana Chrzciciela w Cisownicy
Kościół Jana Chrzciciela w Cisownicy – kościół ewangelicko-augsburski w Cisownicy, w województwie śląskim w Polsce. Należy do parafii ewangelicko-augsburskiej w Cisownicy.

## Historia
Cisownica należała pierwotnie do parafii ewangelicko-augsburskiej w Ustroniu. W 1952 ustrońska Rada Parafialna utworzyła Komitet Budowy Kościoła w Cisownicy. Rozpoczęta została zbiórka funduszy, jak również poszukiwanie działki, a także czynności w celu pozyskania pozwolenia na budowę.
Kolejne zabiegi w celu otrzymania zezwolenia na powstanie świątyni rozpoczęto w 1967. Prace ruszyły w 1976 i prowadzone były przez mieszkańców miejscowości, a źródłem ich finansowania były składki miejscowych wiernych.
Projektantem kościoła był inż. Karol Kozieł, a autorem wnętrza był artysta Jan Herma. Uroczystość poświęcenia nowego kościoła miała miejsce 21 czerwca 1981 r. w obecności ks. biskupa Janusza Narzyńskiego, ks. Jana Szarka oraz proboszczów ks. Pawła Bocka i ks. Stanisława Dordy. Świątynia otrzymała imię Jana Chrzciciela.
Organy znajdujące się w kościele zostały zainstalowane w 1983 r. jako dar Światowej Federacji Luterańskiej. Dzwony zostały przekazane z opuszczonego kościoła w Warpunach przez diecezję mazurską.
Filiał parafii ustrońskiej funkcjonował do 1986 r., kiedy to powołano samodzielną parafię w Cisownicy.
Nabożeństwa w kościele odbywają się w każdą niedzielę i święta.

## Architektura
Kościół jest budowlą o dwóch kondygnacjach, zaprojektowaną na rzucie równoległoboku, o kubaturze 3100 m³. Poprzeczne, monolityczne ramy żelbetowe o różnej rozpiętości stanowią główny ustrój konstrukcyjny. Między ramami użyto stropów żelbetowych płytowych i gęstożebrowych Ackermana.
Na parterze znajduje się hol, pomieszczenia magazynowe, kancelaria oraz sala nabożeństw na 210 miejsc siedzących. Ołtarz położony jest w jej węższej części. W części wieżowej sali umieszczony został balkon z chórem. 
Wieża ma charakter dzwonnicy, została zbudowana jako konstrukcja szkieletowo-murowana i stanowi dominantę wysokościową okolicy. 
Poniżej parteru mieszczą się sale katechetyczne, pomieszczenia sanitarne i kotłownia.